# Helen Parrish
Helen Parrish (ur. 12 marca 1923, zm. 22 lutego 1959) – amerykańska aktorka filmowa i telewizyjna.

## Filmografia
seriale
- 1950: Racket Squad jako Mildred Bowles
- 1952: Cavalcade of America
- 1957: Leave It to Beaver jako Geraldine Rutherford

film
- 1928: The Chicken
- 1937: Gdy kwitną bzy jako piosenkarka
- 1941: Too Many Blondes jako Virginia Kerrigan
- 1943: Cinderella Swings It jako Sally Murton
- 1949: The Wolf Hunters jako Marcia

## Wyróżnienia
Posiada swoją gwiazdę na Hollywoodzkiej Alei Gwiazd.